# Mamie Nova
Mamie Nova est une marque commerciale de produits frais transformés de types agro-industriels (yaourts, fromage blanc, crèmes desserts, gâteaux, petit suisse, etc.). La marque appartient à la SNC Nova, co-détenue par le groupe français Andros et la coopérative laitière Laïta.

## Histoire
La marque a été commercialisée par la Coopérative laitière de l'arrondissement de Rouen (Clar) en 1949 sous l'impulsion de son président Michel Cabot et du conseil d'administration qui a nommé Roger Lescanne, directeur. En 1969 est créé le Gama (Groupement d'animation des marques alimentaires) Nova, qui représente les sept coopératives laitières adhérentes au niveau national avec la marque Mamie Nova : la Centrale laitière de Haute-Normandie (CLHN), issue de la Clar, la Prospérité fermière, la Coopérative laitière de Ploudaniel (Even), l'Union laitière du Haut-Poitou (Bonilait), la Coopérative laitière de l'Ariège, la Coopérative laitière agricole du nord des Ardennes et la Sicalait de Franche-Comté.
En 1990 demeurent deux partenaires au sein du Gama Nova : l'Union laitière normande (elle-même issue de la CLHN) et Even. Deux ans plus tard, l'ULN se retire et revend ses parts (80 %) à Andros.
Depuis 2009, Mamie Nova fait partie du groupement laitier Laïta, que Even a rejoint.

## Publicité
L’emblème de Mamie Nova est une grand-mère en robe bleue, créée dans les années 1950. Elle figure jusque dans les années 1980 sous la forme d'un rébus, avant d'être plus médiatisée. Elle devient alors connue grâce au slogan « Merci qui ? » et à des spots télévisés : un film publicitaire est tourné par Édouard Molinaro (avec la mention que les mamies « ne lui disent pas merci ») puis quatre autres par Claude Miller. L'actrice Renée Faure incarne la Mamie. Patrick Corrigan, cofondateur de l'agence Dufresne Corrigan Scarlett, chargée du budget depuis 1994, déclare à propos de ces campagnes : « C'était une campagne intelligente et populaire, ce qui ne va pas toujours de pair. Elle a permis à Mamie Nova d'avoir autant de notoriété que Danone mais avec vingt fois moins de budget ». Une crise a cependant lieu en 1989, la campagne photo commettant la faute de goût morbide de présenter un enfant qui déclare : « La mamie que je préfère, elle est dans le Frigidaire », ce qui aboutit au renvoi de l'équipe marketing et de la perte du budget par l'agence. Au milieu des années 1990, le groupe est racheté par Andros, Frédéric Gervoson, son patron, optant pour une stratégie plus discrète, concentrant sa publicité sur les yaourts « premium », plus gras mais de meilleure qualité. Si la Mamie apparaît toujours sur les produits, son nom n'est plus prononcé sur les spots télévisés. Elle opère ensuite une mue générationnelle, son image étant associée à la boutique parisienne chic Colette, ou à des publicités de circonstance, par exemple dans Psychologies magazine, où un article présente le dessert comme « la séance de psy la moins chère de l'univers ».
La marque Nova (sans le mot Mamie, ni le logo de grand-mère) apparait quant à elle sur des yaourts de restauration collective vendus meilleur marché.
En 1984, la marque Mamie Nova est partenaire du spectacle de Chantal Goya Le merveilleux voyage de Marie-Rose. Pour l'occasion, Jean-Jacques Debout écrit et compose le titre La chanson de Mamie Nova interprété par Chantal Goya qui est publié en 45 tours, mais seulement en pressage promotionnel chez RCA / Nova et offert lors des spectacles de la chanteuse.